# Casernes Generals del Führer

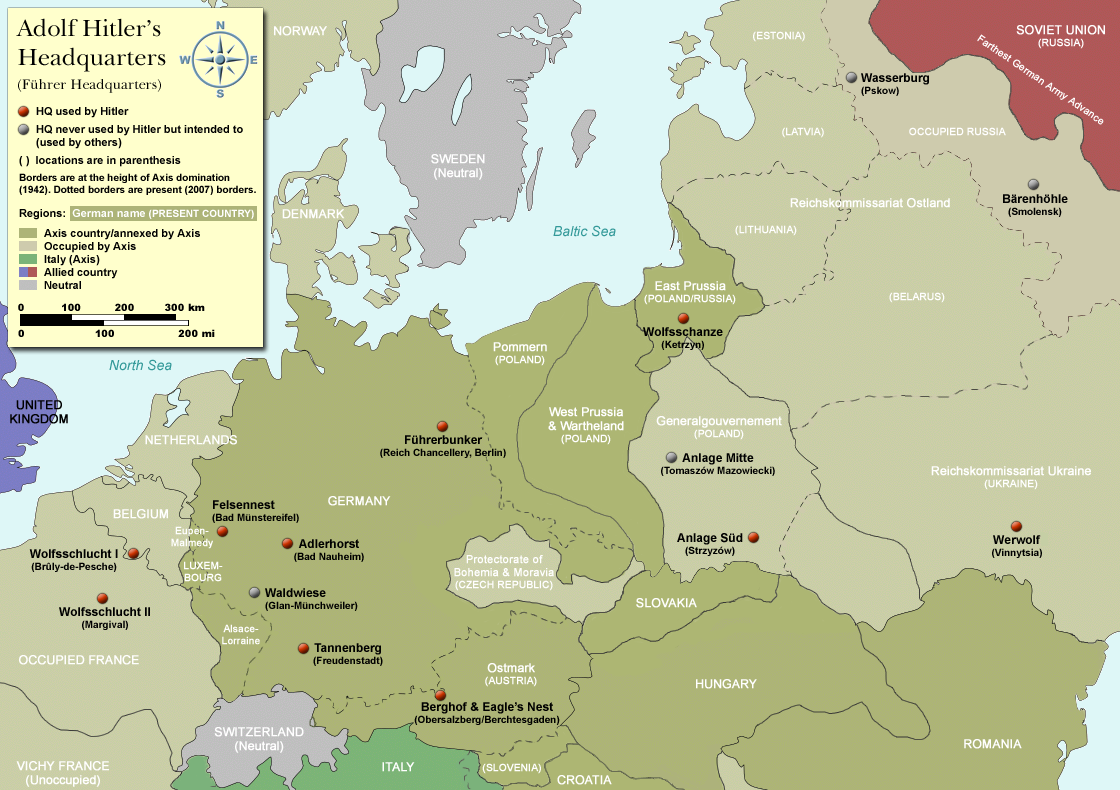
Mapa amb les localitzacions de les Casernes Generals del Führer per Europa.

Les Casernes Generals del Führer (en alemany: Führerhauptquartiere, abreujat FHQ), és el nom comú d'unes seus oficials utilitzades pel líder nazi Adolf Hitler i diversos comandants alemanys i funcionaris de tot Europa durant la Segona Guerra Mundial. Potser la més coneguda sigui la seu del Führerbunker de Berlín, on Hitler es va suïcidar el 30 d'abril de 1945.
Altres casernes notables són el Wolfsschanze (Cau del Llop), a la Prússia Oriental, on va fracassar la conspiració liderada per Claus von Stauffenberg per assassinar Hitler el 20 de juliol de 1944, i la casa privada de Hitler, el Berghof, a Obersalzberg, prop de Berchtesgaden, on sovint es reunia amb destacats funcionaris nacionals i estrangers.